# Danny Bryant
Danny Bryant (* 26. Juli 1980 in Royston (Hertfordshire), England) ist ein britischer Bluesrock-Gitarrist und Singer-Songwriter, bekannt für seine gefühlvollen Auftritte und seine produktive Aufnahmekarriere. 

## Leben
Geboren und aufgewachsen in Royston, Hertfordshire, England, begann Bryant im Alter von 10 Jahren Gitarre zu spielen und wurde mit 18 Jahren Profi. Im Laufe seiner Karriere teilte er die Bühne mit renommierten Künstlern wie Buddy Guy, Carlos Santana, Joe Cocker und Mick Taylor.
In den frühen Jahren seiner Karriere gründete Bryant die Band RedEyeBand, in der sein Vater Ken Bryant als Bassist und Trevor Barr als Schlagzeuger mitwirkten. Dieses Trio tourte ausgiebig und veröffentlichte mehrere Alben, bis Ken Bryant im Juli 2013 in den Ruhestand ging. Danach setzte die Band ihre Arbeit unter dem Namen „Danny Bryant“ fort. Im Jahr 2011 unterschrieb Bryant einen Vertrag beim deutschen Label Jazzhaus Records und veröffentlichte noch im selben Jahr seine erste Live-DVD/CD Night Life – Live in Holland. Seine folgenden Studioalben, darunter Hurricane (2013), Temperature Rising (2014) und Blood Money (2016), wurden von Publikum und Kritikern gleichermaßen positiv aufgenommen.
2017 erfüllte sich Bryant einen lang gehegten Traum, indem er das Live-Album BIG mit einer neunköpfigen Big Band aufnahm, das exklusive Konzerte in Deutschland und den Niederlanden dokumentierte. Seine kreative Arbeit setzte er mit den Alben Revelation (2018), Means of Escape (2019) und The Rage to Survive (2021) fort. Sein jüngstes Album Rise erschien im September 2023.
Anfang 2024 kämpfte Bryant mit schweren gesundheitlichen Problemen, konnte diese jedoch überwinden. In dieser Zeit gelang es ihm auch, seine langjährige Alkoholsucht zu besiegen – ein bedeutender persönlicher Triumph.
Bryants dynamisches Gitarrenspiel und seine ausdrucksstarke Stimme haben ihn als eine bedeutende Figur der zeitgenössischen Bluesmusik etabliert. Er tourt weiterhin international, begeistert sein Publikum mit leidenschaftlichen Auftritten und trägt zur globalen Blues-Szene bei.

## Diskografie
- 2002: Watching You! (2009 wieder aufgelegt)
- 2003: Shadows Passed
- 2004: Covering Their Tracks
- 2005: Days Like This
- 2007: Live
- 2008: Black and White
- 2010: Just As I Am
- 2012: Night Life: Live In Holland
- 2013: Hurricane
- 2014: Temperature Rising
- 2016: Blood Money
- 2017: BIG
- 2018: Revelation
- 2019: Means of Escape
- 2021: The Rage to Survive
- 2023: Rise

| Personendaten    | Personendaten                                    |
| ---------------- | ------------------------------------------------ |
| NAME             | Bryant, Danny                                    |
| KURZBESCHREIBUNG | britischer Blues-Gitarrist und Singer-Songwriter |
| GEBURTSDATUM     | 26. Juli 1980                                    |
| GEBURTSORT       | Royston (Hertfordshire), England                 |